# アリザリンイエローR
アリザリンイエローR（Alizarine Yellow R）は、黄色のアゾ染料で、ジアゾカップリングで合成される。通常はナトリウム塩として生ずる。純粋なものは赤褐色の固体。酸塩基指示薬として用いられる。

## 合成
アリザリンイエローRは、サリチル酸と4-ニトロアニリンのジアゾニウム誘導体のアゾカップリングで合成する。